# リチャード・カールソン (俳優)
リチャード・カールソン（Richard Carlson,  1912年4月29日 - 1977年11月25日）は、アメリカ合衆国の俳優である。

## 来歴
1912年、ミネソタ州のアルバート・リーに生まれる。父親はデンマーク系アメリカ人の弁護士だった。ミネソタ大学ツインシティー校で演劇を学び、学位を取得して卒業後は同州のセントポールに劇団を設立している。しかし、うまくいかずにニューヨークへ渡り、1935年にブロードウェイの舞台を踏んでブロードウェイデビューを果たした。
舞台で経験を積んだ後、ロサンゼルスへ渡り、1938年に青春コメディ映画『心の青春』で映画デビュー。翌年にはアン・シェリダンと共演して『冬のカーニバル』へ主演している。1940年代からは映画を中心に順調にキャリアを重ね、主役級の役柄で数多くの映画へ出演した第二次世界大戦中はアメリカ海軍へ従軍したが、退役後もハリウッドへ戻り、俳優として活躍した。SF映画などへも多く出演しており、ジャック・アーノルドが監督の『大アマゾンの半魚人』や同監督の『イット・ケイム・フロム・アウター・スペース』、レイ・ハリーハウゼンが特撮を手掛けた『恐竜グワンジ』などへもクレジットされている。1967年のSF映画『SF失われた島』では、脚本家として参加した他、テレビドラマや映画の監督としても活躍した。

### 死去
1977年、脳内出血のため、カリフォルニア州のエンシノで死去。65歳だった。

## 出演作品

### 映画
- 心の青春 The Young in Heart (1938)
- The Duke of West Point (1938)
- 冬のカーニバル Winter Carnival (1939)
- These Glamour Girls (1939)
- Dancing Co-Ed (1939)
- Little Accident (1939)
- 明日の向こうに Beyond Tomorrow (1940)
- ゴースト・ブレーカーズ The Ghost Breakers (1940)
- 明日への戦ひ The Howards of Virginia (1940)
- 女学生の恋 Too Many Girls (1940)
- ノー・ノー・ナネット No, No, Nanette (1940)
- 裏街 Back Street (1941)
- 凸凹お化け騒動 Hold That Ghost (1941)
- 偽りの花園 The Little Foxes (1941)
- Fly-By-Night (1942)
- 私の心はパパのもの My Heart Belongs to Daddy (1942)
- White Cargo (1942)
- A Stranger in Town (1943)
- Young Ideas (1943)
- 許されざる女 So Well Remembered (1947)
- 霊界魔人ミスターX The Amazing Mr. X (1948)
- 閉ざされた扉の陰 Behind Locked Doors (1948)
- キング・ソロモン King Solomon's Mines (1950)
- 群狼の街 The Sound of Fury (1950)
- ヴァレンチノ Valentino (1951)
- A Millionaire for Christy (1951)
- 青いヴェール The Blue Veil (1951)
- ささやきスミス倫敦へ行く Whispering Smith Hits London (1952)
- 地獄への退却 Retreat, Hell! (1952)
- 第七機動部隊 Flat Top (1952)
- マグネティック・モンスター The Magnetic Monster (1953)
- 最後の酋長 Seminole (1953)
- それは外宇宙からやって来た It Came from Outer Space (1953)
- わたしの願い All I Desire (1953)
- The Maze (1953)
- 宇宙への挑戦 Riders to the Stars (1954)
- 大アマゾンの半魚人 Creature from the Black Lagoon (1954)
- アラモの砦 The Last Command (1955)
- 港町ベンガジ Bengazi (1955)
- Three for Jamie Dawn (1956)
- 追憶 The Helen Morgan Story (1957)
- 空飛ぶ生首 Tormented (1960)
- Della (1964)
- ゴールデン・キッド Kid Rodelo (1966)
- 夜空の大空港 The Doomsday Flight (1966)
- The Power (1968)
- 恐竜グワンジ The Valley of Gwangi (1969)
- チェンジ・オブ・ハビット Change of Habit (1969)

### テレビドラマ
- The Ford Theatre Hour (1950, 1951)
- スタジオ・ワン Studio One (1950, 1952, 1958)
- フォード・テレビジョン・シアター The Ford Television Theatre (1953)
- I Led 3 Lives (1953 - 1956)
- ジェネラル・エレクトリック・シアター General Electric Theater (1954)
- マチネー・シアター Matinee Theatre (1956)
- クラフト・テレビジョン・シアター Kraft Television Theatre (1956)
- Mackenzie's Raiders (1958 - 1959)
- アクアナット（海に挑む男） The Aquanauts (1960)
- バークにまかせろ Burke's Law (1963, 1964)
- 幌馬車隊 Wagon Train (1963, 1964)
- 原子力潜水艦シービュー号 Voyage to the Bottom of the Sea (1964)
- バージニアン The Virginian (1964, 1965)
- ペリー・メイスン Perry Mason (1964, 1966)
- ローハイド Rawhide (1965)
- ボナンザ Bonanza (1968)
- FBIアメリカ連邦警察 The F.B.I. (1969)
- 探偵キャノン Cannon (1972, 1973)
- Owen Marshall, Counselor at Law (1973)
- モバイル・ワン Mobile One (1975)